# نهائي كأس بلجيكا 2013
نهائي كأس بلجيكا 2013 هي المباراة النهائية من منافسة كأس بلجيكا 2012–13 ‏، أقيمت المباراة في 2013، في ملعب الملك بودوان، بين فريقي نادي جينك، وسيركل بروج، وفاز فيها نادي جينك، بعد أن هزم سيركل بروج، بنتيجة 2 - 0.

## تفاصيل المباراة
لعبت المباراة النهائية في 2013.
| نادي جينك | 2 -0 | سيركل بروج |
| --------- | ---- | ---------- |
|           |      |            |